# Ceroplastes candela
Ceroplastes candela är en insektsart som beskrevs av Cockerell och King in Cockerell 1902. Ceroplastes candela ingår i släktet Ceroplastes och familjen skålsköldlöss. Inga underarter finns listade i Catalogue of Life.